# 11377 Nye
11377 Nye eller 1998 SH59 är en asteroid i huvudbältet som upptäcktes den 17 september 1998 av LONEOS vid Anderson Mesa Station. Den är uppkallad efter Ralph A. Nye.
Asteroiden har en diameter på ungefär 10 kilometer och den tillhör asteroidgruppen Themis.